# Représentation de Schrödinger

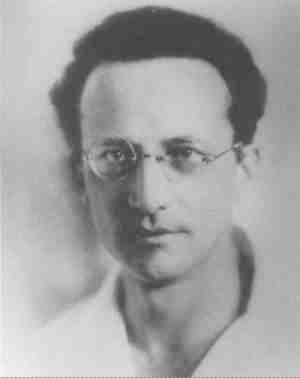
Erwin Schrodinger

En mécanique quantique, la représentation de Schrödinger est une des trois formulations et modes de traitement des problèmes dépendant du temps dans le cadre de la mécanique quantique classique. Dans cette représentation, l'état d'un système évolue avec le temps.

## Généralités
Le principe de superposition quantique stipule qu'une fonction d'état est en général une combinaison linéaire d'états propres. Dans cette représentation:
- Les états sont fonction du temps, notés dans la notation de Dirac sous forme de kets {\displaystyle |\Psi (t)\rangle _{S}}
- Les opérateurs sont indépendants du temps
- La dynamique du système est décrite par l'équation de Schrödinger :
{\displaystyle i\hbar \partial _{t}|\Psi (t)\rangle _{S}={\hat {H}}|\Psi (t)\rangle _{S}}

## L'opérateur évolution du temps
Partant d'un état initial connu à l'instant {\displaystyle t_{0}}, l'évolution de la fonction d'état entre les deux instants successifs {\displaystyle t_{0}} et {\displaystyle t} est gouvernée directement (sans repasser par l'équation de Schrödinger) par un opérateur unitaire {\displaystyle U(t,t_{0})} (opérateur lui-même déduit du hamiltonien de l'équation de Schrödinger) nommé le propagateur de l'équation de Schrödinger. L'action sur le ket {\displaystyle |\Psi (t_{0})\rangle _{S}} est de le transformer en le ket {\displaystyle |\Psi (t)\rangle _{S}} :

{\displaystyle |\Psi (t)\rangle _{S}=U(t,t_{0})|\Psi (t_{0})\rangle _{S}}

## Lien avec les autres représentations
En ceci cette formulation diffère de la représentation de Heisenberg dans laquelle les états propres sont indépendants du temps mais où ce sont les opérateurs agissant sur ces états propres (les observables) qui varient au cours du temps.
Il existe enfin un moyen terme, la représentation d'interaction dans laquelle l'évolution au cours du temps est prise en charge à la fois par la fonction d'onde et l'opérateur.
|                                                                                      |                                                         | | |
|                                                                                      | Heisenberg                                              | Interaction | Schrödinger |
| Ket                                                                                  | constant                                                | {\displaystyle \|\Psi (t)\rangle _{I}=U_{0}^{-1}\|\Psi (t)\rangle _{S}}                                                                               | {\displaystyle \|\Psi (t)\rangle _{S}=U\|\Psi (t_{0})\rangle _{S}}                                                                                    |
| Observable                                                                           | {\displaystyle A_{H}(t)=U^{-1}A_{S}U}                   | {\displaystyle A_{I}(t)=U_{0}^{-1}A_{S}U_{0}} | constant |
| Opérateur d'évolution                                                                | {\displaystyle {\hat {H}}={\hat {H}}_{0}+{\hat {V}}(t)} | {\displaystyle U(t,t_{0})=e^{-{\frac {i}{\hbar }}{\hat {H}}(t-t_{0})}} {\displaystyle U_{0}(t,t_{0})=e^{-{\frac {i}{\hbar }}{\hat {H}}_{0}(t-t_{0})}} | {\displaystyle U(t,t_{0})=e^{-{\frac {i}{\hbar }}{\hat {H}}(t-t_{0})}} {\displaystyle U_{0}(t,t_{0})=e^{-{\frac {i}{\hbar }}{\hat {H}}_{0}(t-t_{0})}} |
| Mécanique quantique : - Théorème d'Ehrenfest - Équation de Schrödinger - Propagateur |                                                         | | |